# Monodelphis unistriata
Monodelphis unistriata (Portugees: Cuíca-de-uma-listra) is een zoogdier uit de familie van de Didelphidae. De wetenschappelijke naam van de soort werd voor het eerst geldig gepubliceerd door Johann Andreas Wagner in 1842.

## Voorkomen
De soort is slechts bekend van twee individuen, gevonden in Brazilië in 1821 en in Argentinië in 1899. Sindsdien is de soort niet meer waargenomen en is hij mogelijk uitgestorven.